# 马努杭伊环礁

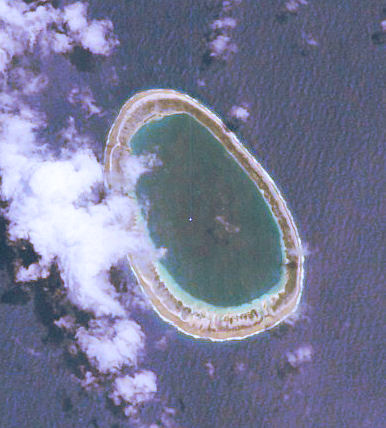

马努杭伊环礁（Manuhangi），又称泰法拉环礁（Te Fara），是南太平洋法屬波利尼西亞的環礁，屬於土阿莫土群島的一部分，位於帕拉瓦環礁以西52公里，由豪镇管辖，長5.4公里、寬3.6公里，土地面積1平方公里，潟湖面積7平方公里，島上無人居住。